# 越前たけふ駅

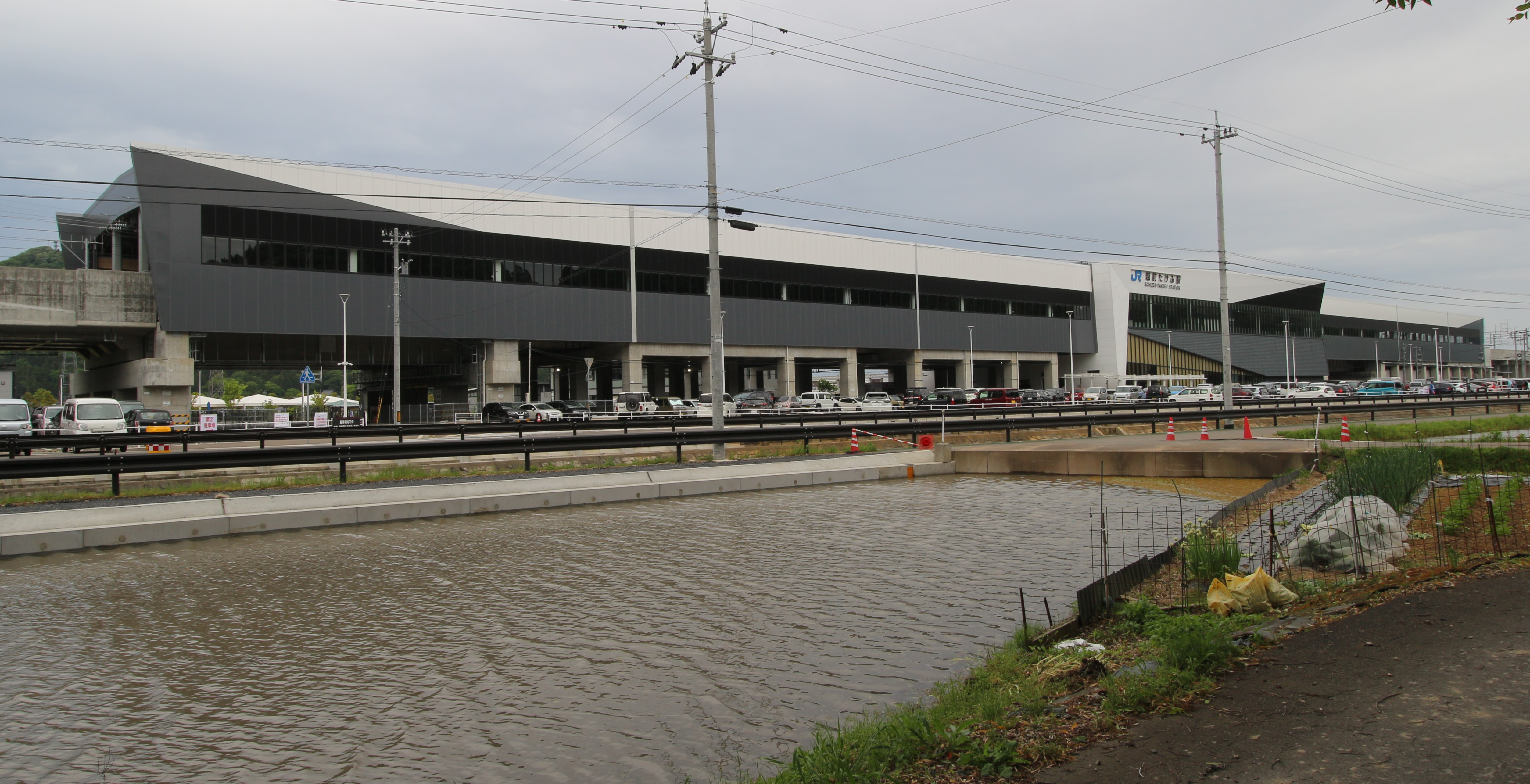
東口（2024年5月）

越前たけふ駅（えちぜんたけふえき）は、福井県越前市大屋町にある、西日本旅客鉄道（JR西日本）北陸新幹線の駅。

## 概要
北陸新幹線単独の駅として、北陸本線（現・ハピラインふくい線）武生駅から東北東約3 kmにある北陸自動車道武生インターチェンジの南側に設置された。駅前よりインターチェンジまで車道で500メートル程度であり、車道での距離としては日本一高速自動車国道のインターチェンジに近い新幹線の駅である。
2015年（平成27年）12月には、所在地の越前市において整備基本計画を作成し、武生駅および武生インターチェンジへのアクセスを含めた駅周辺の整備の検討がなされ、駅前（西側）には道の駅越前たけふや福井県道269号越前たけふ駅線の新設および福井県道40号武生インター線の延伸整備が行われた。駅舎の本体工事は、2020年（令和2年）11月9日に小松駅（石川県小松市）とともに着手し、2022年（令和4年）9月、建設事業主体の鉄道・運輸機構は、駅舎の内装工事（電気設備の工事を除く）が完了したことを公表した。2023年（令和5年）3月18日、駅前ロータリーやアクセス道路、駐車場、道の駅など、新幹線駅以外の施設が先行して開業。そして2024年（令和6年）3月16日、北陸新幹線金沢駅 - 敦賀駅間の延伸に伴い当駅が開業した。
当駅を通る営業列車の愛称別で分類すると、東京駅 - 敦賀駅間を運転する「はくたか」は全列車が停車、富山駅・金沢駅 - 敦賀駅間の区間運転列車「つるぎ」は各駅停車型の列車が停車し、東京駅 - 敦賀駅間を運転する全席指定・速達タイプ「かがやき」は上下線とも初発・最終の各2本が停車する。開業時ダイヤにおける定期営業列車停車本数49本は、新幹線単独駅としては同日改正ダイヤにおける東海道新幹線新富士駅の72本に次いで多い。

## 歴史

### 年表
- 2015年（平成27年）12月：整備基本計画を作成。道の駅越前たけふ[6]や福井県道269号越前たけふ駅線の新設および福井県道40号武生インター線の延伸整備が行われた[1]。
- 2020年（令和2年）11月9日：駅舎の本体工事に着手する[7][8][新聞 3]。
- 2022年（令和4年）9月：駅舎の内装工事（電気設備の工事を除く）が完了する[9]。
- 2023年（令和5年）3月18日：駅舎を除く各施設（駅前ロータリーやアクセス道路、駐車場、道の駅など）が先行開業する[10][新聞 4]。
- 2024年（令和6年）3月16日：北陸新幹線金沢駅 - 敦賀駅間の延伸に伴い開業[広報 1]。同日に開業式典が行われ、映画『おしょりん』に増永五左衛門役[11]で出演した小泉孝太郎が特別一日駅長を務めた[広報 1][動画 1]。

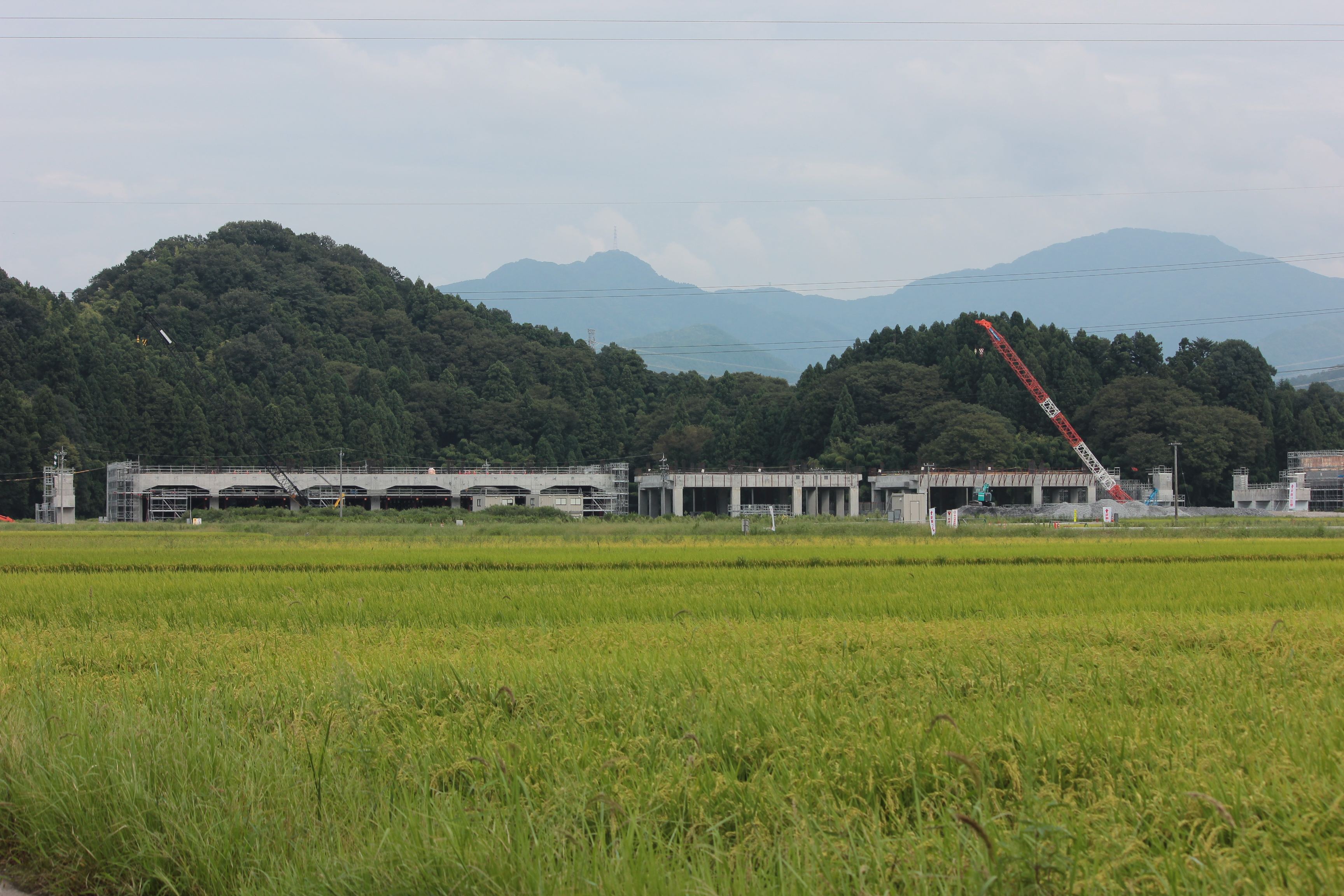
2019年時点の建設光景。この時点では仮称の「南越駅」として建設していた
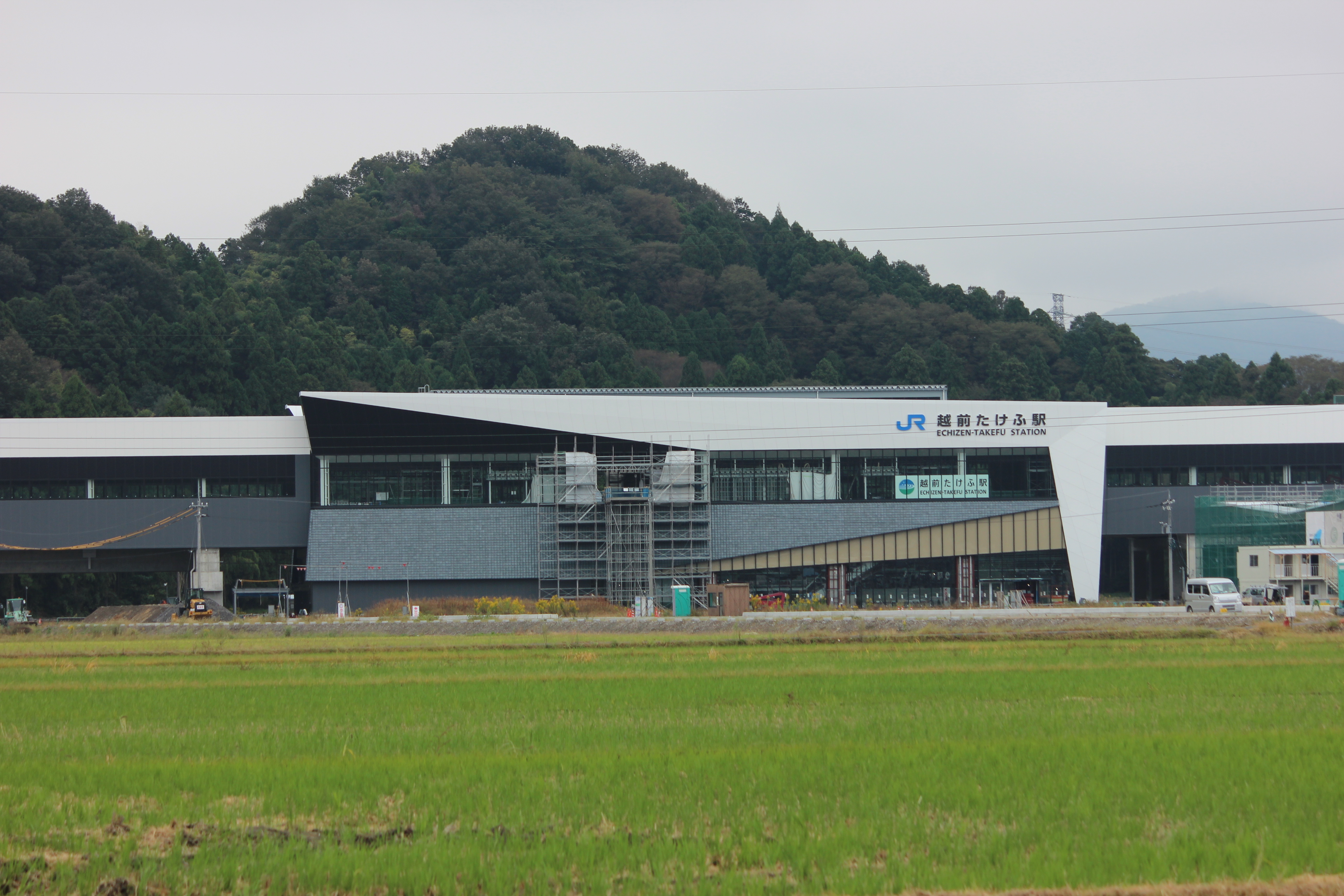
開業前の駅舎（2021年10月）
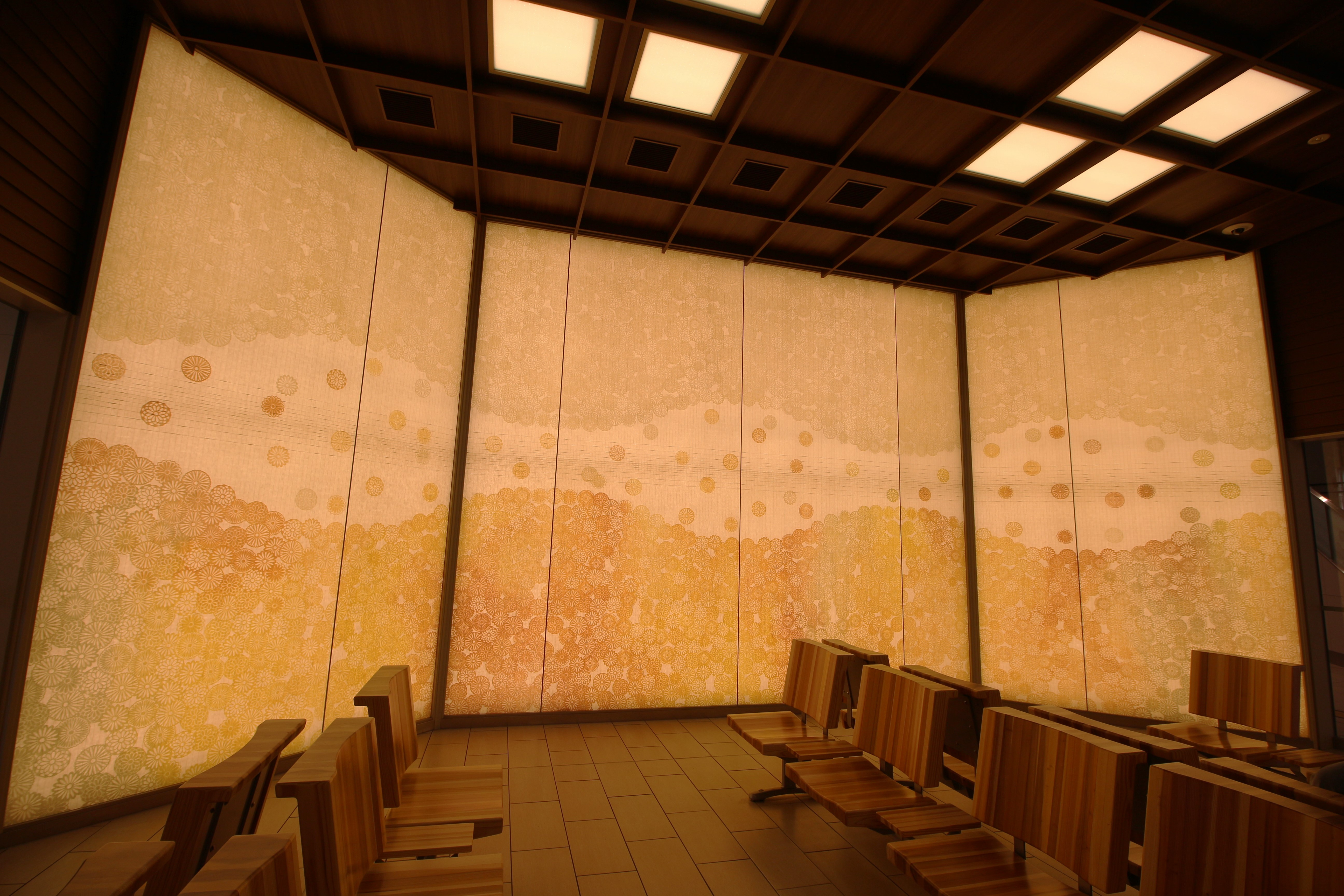
待合室(2024年5月)
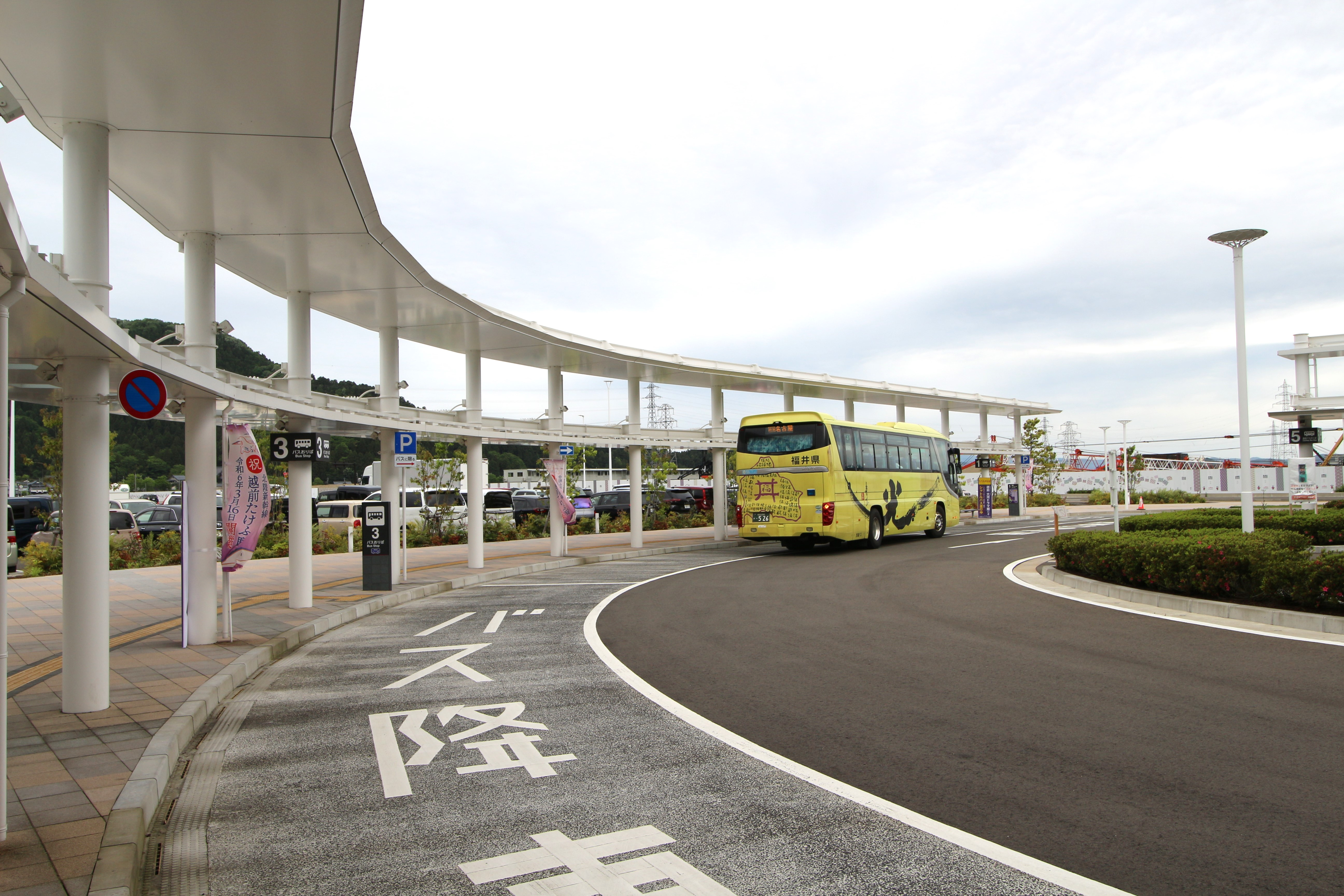
バスターミナル（2024年5月）

### 駅名選定
計画時の仮称は「南越駅」（なんえつえき）であった。駅名の選定にあたり、2020年（令和2年）5月26日に南越駅（仮称）駅名候補選定委員会は、越前武生（たけふ）、新武生（たけふ）、越前市、南越たけふ（武生）、越前、武生新、南越、越前国府の8案を駅名候補に選んだ。6月15日から1カ月間、市内外から意見を募った後、7月21日に越前武生、新武生、越前市、南越たけふ（武生）、越前、越前国府の6案に絞り込み、これまで仮称としてきた南越と武生新は候補から除外した。隣接する鯖江市では、新幹線開業後に広域アクセスに用いられる予定の当駅の名称についても「鯖江」の名を反映した「越前鯖江駅」を盛り込むよう選定委員会に要望していたが、候補には盛り込まれなかった。
2021年（令和3年）5月13日、JR西日本より駅名を「越前たけふ駅」に決定したことが発表された。JR西日本管内の新幹線駅、また北陸新幹線では初めて駅名にひらがなを用いた駅となる。
当時福井鉄道福武線に「越前たけふ」と同音の「越前武生」駅が存在しており、選定段階で候補になっていた「越前武生」について、選定委員の一人である福井鉄道社長（当時）の村田治夫が「仮に新幹線の新駅名に採用された場合、当社としては異存ない」と発言。福武線の駅名変更に必要な費用を越前市が負担することを条件に、駅名候補に加えることを認めていた。2021年（令和3年）5月20日に、「混乱を招かないように」として福井鉄道が越前市と協議の上で名称変更を決め、2023年（令和5年）2月25日にたけふ新駅へ改称した。

## 駅構造
相対式ホーム2面2線と中央に通過線2線を有する高架駅。両ホームに設置されるホームドア（可動式安全柵）には、越前市や周辺の地域の名所などを撮影した20種類の写真が展示されている。
駅デザインは「地元の伝統や文化」をテーマに、外観は「越前和紙の技法『流し漉き』の動き」をデザインとし、ほかにも越前指物の利用による地元の伝統工芸品を押し出している。ホームはコウノトリをモデルとしたデザインとし、統一感のためにモノトーンとした。
駅の出入口は自動車乗降場に面する西口、パークアンドライド駐車場に面する東口、並びに駅舎外の東西自由通路に面する南口の3箇所を設けている。当駅付近の北陸新幹線近隣を並走する北陸自動車道や国道8号とを結ぶ県道に面した西口側には交通広場が設けられ、バス・タクシー・一般車の乗降場と路線バス・タクシーの待機場を有している。また、隣接地には道の駅越前たけふが所在し、当駅利用客に係る貸切バスの待機・乗車は同施設の大型車駐車場を利用することになっている。一方、山地が迫る東口側には交通広場がなく、越前市営のパーク・アンド・ライド向け駐車場・駐輪場のみの設置である。南口側の高架下にはレンタカーの営業所があるほか、改札外コンコースに滞留しきれない大きな団体の待機場所としての使用が考えられる。
東口のパークアンドライド用駐車場は無料であり、新幹線列車並びに高速路線バスの利用者向けとしている。西口側の道の駅越前たけふの駐車場分を含め600台分が整備された。西口交通広場内の一般車駐車場は迎車・見送りや切符の購入などの短時間利用者向けで、1時間を超える駐車は有料となっている。

### のりば
| のりば | 路線       | 方向 | 行先           |
| ------ | ---------- | ---- | -------------- |
| 1      | 北陸新幹線 | 上り | 金沢・東京方面 |
| 2      | 北陸新幹線 | 下り | 敦賀方面       |

## 利用状況
越前市は1日の乗降客数を約2,000人程度と推定している。

## 駅周辺
当駅は北陸自動車道武生インターチェンジの南側にあり、同インターチェンジへのアクセス道路として福井県道40号線が整備された。国道8号は駅西側を通るが、こちらへのアクセス道路は福井県道269号線が担っている。駅東側にそびえる岩内山には展望台があり、当駅を眺めることができる。駅西側には村国山がそびえるが、こちらの展望台から当駅を眺めることはできない。
駅付近は田畑や空き地が広がっているが、岩内山と村国山のふもとには集落や用水路がある。駅前では福井村田製作所の研究所の建設が行われているが、同研究所は2026年4月に開設する予定である。なお、店舗そのものは当駅付近には少数しかないが、飲食店は駅北側に数軒ある。ショッピングセンター（エスカモール武生楽市）やビジネスホテル（ホテルルートイン武生インター）もこちら側にあるが、ともに駅からやや離れた所にある。駅東側には越前市万葉中学校や武生東運動公園もあるが、こちらも駅からやや離れた所にある。そこから東へ進むと味真野地区（かつての今立郡味真野村）に至る。五分市町は小丸城跡の所在地、余川町はタケフナイフビレッジの所在地、味真野町は万葉の里味真野苑の所在地である。同地区には越前市味真野小学校があるが、同校の校庭には推定樹齢が150年を超える一本桜がある。この桜の木は越前市指定文化財（天然記念物）に登録されており、「味真野のサクラ」と呼ばれることもある。上真柄町を流れる治左川はバイカモの生息地であり、夏になると小さな花を咲かせる。
越前市街（旧・武生市街）にあたる府中地区は西へ離れた所にあり、武生駅（ハピラインふくい）が同地区に設けられている。なお、当駅が開業する前に「越前武生」の駅名を用いていたたけふ新駅（福井鉄道）も同地区にあるが、この駅は武生駅から北へ少しだけ離れた所にある。
当駅周辺の主な施設や主要道路および山は下記のとおり。
- 道の駅越前たけふ - 越前たけふ観光案内所（越前市観光協会運営）と福井鉄道高速バスチケットセンターが入居。
- 越前警察署 越前たけふ駅前交番
- 日野原三之宮神社
- 真光寺
- 御誕生寺
- 仁愛大学 - 武生駅から当駅を経てキャンパスに至るシャトルバスを定期運行。大学に用事がある部外者も利用可能。
- 岩内山 - 駅東側
- 村国山 - 駅西側
- 福井村田製作所（村田製作所の子会社）セラミックコンデンサ研究開発センター - 2026年4月開業予定[周辺 3]。
- E8 北陸自動車道 武生IC
- 国道8号（福井バイパス）
- 福井県道40号武生インター線
- 福井県道19号武生米ノ線
- 福井県道201号菅生武生線
- 福井県道262号武生インター東線
- 福井県道269号越前たけふ駅線

## バス路線
路線バス乗降場は、西口交通広場ロータリーの出口寄りから1番、2番、3番（降車専用）の順となっている。なお、3番の後方（道の駅施設正面側）の一般タクシー乗場には4番、駅側最寄りの横断歩道を渡ってゆくアイランド部分の送迎バス乗降場に5番の看板が掲げられている。

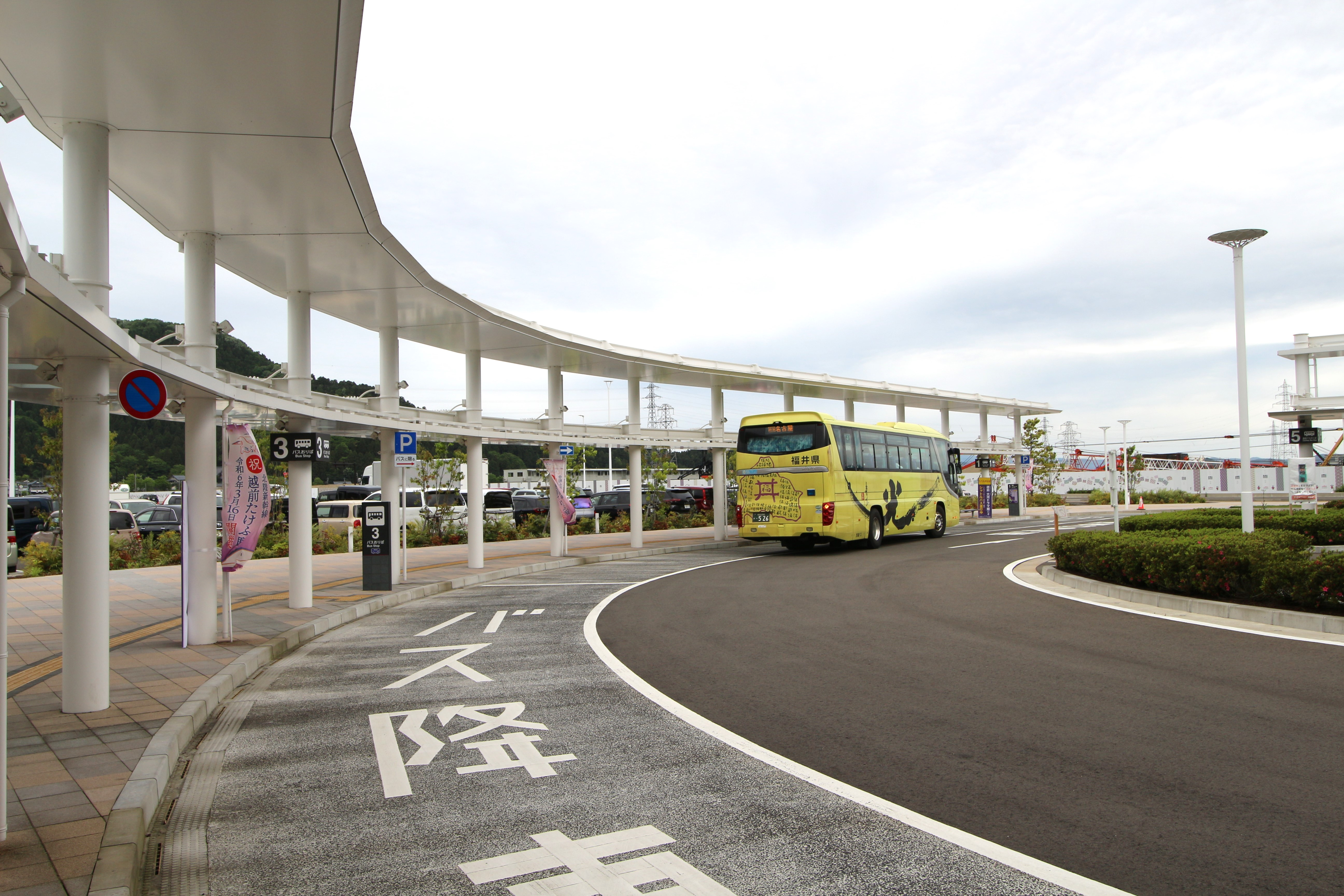
バスのりば（2024年5月）

- 北陸道ハイウェイバス福井線（名鉄バス・ジェイアール東海バス・京福バス・福井鉄道）
  - 名古屋駅（新幹線口）・名鉄バスセンター行き（福井駅東口・あわら湯のまち駅行きは降車のみ取り扱い）
  - 2023年12月1日から発着[バス 1]。
- 福井⇔大阪（京福バス・福井鉄道）
  - 京都深草・大阪梅田（阪急三番街高速バスターミナル）・大阪万博会場(夢洲)行き（福井駅東口行きは降車のみ取り扱い）
  - 2023年3月より運休となっていた路線。 2024年12月21日から運行再開と同時に当駅へ乗り入れ開始。ただし共同運行会社のうち阪急観光バスは運休を継続。
- 越前市デマンド交通（チョイソコ）
  - 月・火・木・土曜のみ運行。8時から17時まで、利用登録または簡易な一時利用手続きにより利用可能。利用日時の2週間前から30分前まで予約が可能[バス 2]。
  - 武生駅行き越前市シャトルバスは運行終了したため[20]、武生駅へもデマンド交通での予約が必要。
- このほか、福井鉄道が福井県産業振興施設（サンドーム福井）での大型催事開催日に、会場近くまで直行の臨時シャトルバスを運行する場合があり、交通系ICカード全国相互利用サービスも利用可能。

## 駐車場問題
当駅前に約600台を収容する駐車場が設けられたが、当駅の開業後は土曜と日曜に満車となりやすい状態が続いた。福井新聞は2024年4月4日に報じた記事で「うれしい誤算」と報じているが、観光案内所などに複数の苦情が入るなど、事態の収拾には至らなかった。このことは2024年4月16日に放送した『おじゃまっテレ ワイド&ニュース』（福井放送〈FBCテレビ〉）で報じられ、「高速バスの利用者増加（4ヵ月で約1.8倍に増加）が混雑の要因となった」と報じている。その後、2024年4月25日に放送した同番組でゴールデンウィーク対策として駅西側（徒歩15分）に臨時駐車場を（空き地に）145台設けることを報じた。なお、NHK NEWS WEBでは同年4月26日から駐車場の様子を映すライブカメラの使用を開始し、臨時駐車場を同年5月6日まで開設することを報じている。
北陸新幹線の敦賀延伸から3ヵ月が経過した2024年6月16日には毎日新聞が続報を報じたが、この時に6月上旬の平日に取材した時は第1駐車場（315台収容）の駐車率が9割以上であったことを報じている。同紙は「何日でも止められる無料駐車場」が呼び水となったことで、長期旅行する地域住民らの利用が多くなったことも併せて報じている。

## その他
- 北陸新幹線の駅建設（当駅を含む福井県内の各駅）に関する特集は福井テレビの報道番組、『タイムリーふくい』で2021年（令和3年）と2022年（令和4年）に放送され、同番組の公式YouTubeチャンネルでは建設当時の駅で撮影した動画を公開している[注釈 5]（越前たけふ駅の動画：[動画 4][動画 5]）。

## 隣の駅
西日本旅客鉄道（JR西日本）
 北陸新幹線
福井駅 - 越前たけふ駅 - 敦賀駅